# 로스 루너스 십계명 돌

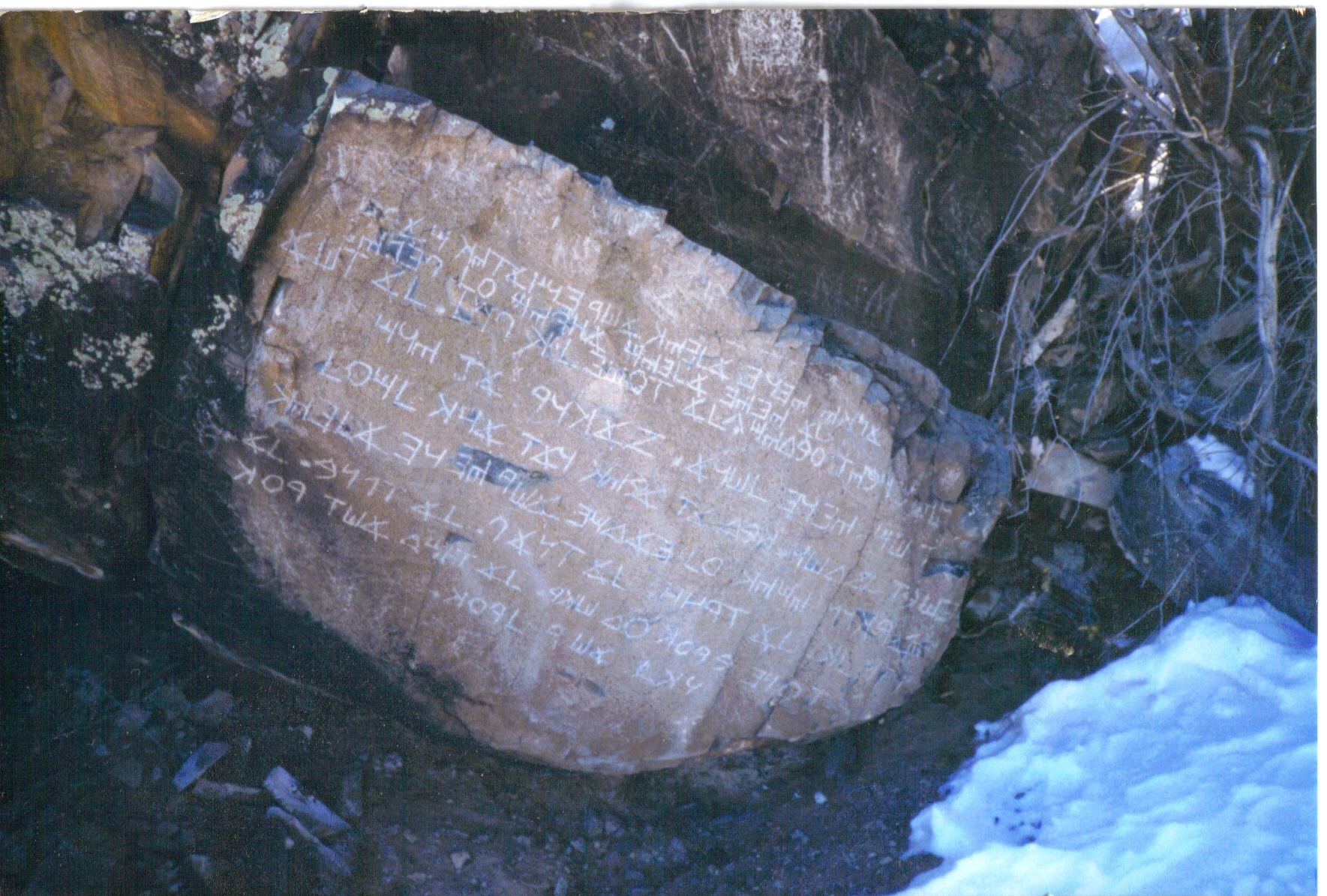
1997년 시투 로스 루너스 십계명 돌

로스 루너스 십계명 돌은 그 평판에 새겨진 매우 규칙적인 비문이 있는, 앨버커키 약 56km 남쪽 뉴 멕시코 로스 루너스 근처 히든 산 측면에 있는 큰 바위이다. 돌은 로스 루너스 수수께끼 돌 또는 계명 바위로도 알려져 있다. 비문은 고대 히브리어의 형태로 십계명 또는 십계명의 축소 된 판으로 해석된다. 신명사문자 YHWH, 또는 "야훼"를 닮은 글자는 세 가지를 나타낸다. 일부는 비문이 콜럼버스 이전의 시대의 것이며, 그러므로 아메리카 조기 셈족의 접촉의 증거라고 주장한다는 점에서 돌은 논쟁의 여지가 있다.

## 같이 보기
- 배트 크리크 비문
- 전파주의
- 뉴어크 성석
- 의사 고고학